# 22 July
22 July är en amerikansk kriminaldramafilm från 2018, baserad på boken En av oss: En berättelse om Norge av Åsne Seierstad, som är baserad på terrorattentaten i Norge 2011. Filmen är regisserad, producerad och skriven av Paul Greengrass och i rollerna syns bland annat Anders Danielsen Lie, Jon Øigarden, Jonas Strand Gravli, Thorbjørn Harr och Ola G. Furuseth.
Filmen hade världspremiär på filmfestivalen i Venedig och filmfestivalen i Toronto den 5 september 2018. Den 10 oktober 2018 hade filmen premiär på internet och på utvalda biografer av Netflix. Filmen hade svensk premiär den 10 oktober 2018.

## Handling
Filmen börjar dagen före attentaten, den 21 juli 2011. På gården Vålstua cirka 145 kilometer öster om Oslo förbereder Anders Behring Breivik (Anders Danielsen Lie) sin hemmagjorda ANFO-bomb. Efter att han är klar med blandningen till bomben (som bland annat innehöll konstgödsel, ammoniumpulver, natriumnitrat och flygbränsle, som blandas i en betongblandare) hälls den i säckar som han senare lastar in i en skåpbil. Senare på dagen tar han skåpbilen och kör till sin mors hus i Oslo, och väl där byter han fordon till en mindre skåpbil.
Följande dag byter Breivik om till polisuniform, och kör med skåpbilen lastad med den explosiva blandningen mot regeringskvarteret i centrala Oslo. Han parkerar skåpbilen utanför statsministern Jens Stoltenbergs (Ola G. Furuseth) kontor, och tänder på bomben. En stund senare sprängs bilen, vilket orsakar stor skada på närliggande byggnader.
På ön Utøya i Tyrifjorden i Buskerud fylke har tonåringar precis anlänt för Arbeidernes ungdomsfylkings sommarläger, organiserat av det ledande Arbeiderpartiet. När man får höra om sprängningen i Oslo ställs alla aktiviteter in och en student, Viljar Hanssen (Jonas Strand Gravli), ringer sina föräldrar för att se att alla mår bra.
Breivik anländer till Utøykaia och berättar för vakterna att han är polis från Politiets sikkerhetstjeneste (PST) och är där för att säkra ön efter explosionen i Oslo. Den ansvariga för lägret, Monica Bøsei (Monica Borg Fure), möter upp med Breivik och båda tar sedan båten över till ön. Väl på ön träffar de öns säkerhetschef, och när denne frågar efter Breiviks legitimationshandling, skjuter han båda till döds. Studenterna flyr, då Breivik öppnar eld mot dem.
Viljar och hans bror Torje (Isak Bakli Aglen) flyr och gömmer sig vid en klippkant på en liten strand med andra studenter. Viljar ringer sin mor för att berätta om skjutningen som pågår. Breivik hittar gruppen vid klippkanten och öppnar eld mot dem, då studenterna flyr. Viljar blir träffad ett flertal gånger, medan Torje klarar sig oskadd. Breivik överlämnar sig till insatsstyrkan som gått i land på ön, efter att ha dödat runt 69 personer på ön. Han grips och tas till förhör i ett hus på ön. Viljar överlever trots sina skador och tas till sjukhus där han får intensivvård för att ta bort kulfragment från hans hjärna. Viljars föräldrar Sveinn Are Hanssen (Thorbjørn Harr) och Christin Kristoffersen (Maria Bock) anländer till ön och träffar där Torje. När föräldrarna inser att Viljar inte är kvar på ön, ringer de sjukhuset, men får ingen information, förrän sjukhuset ringer upp dem och berättar att Viljar ligger inne på intensivvård.
Breivik påstår att han är ledare för en vit-nationalistisk grupp, och att fler attacker kan ske på hans signal. Han begär Geir Lippestad (Jon Øigarden) som sin advokat. Lippestad som tidigare varit försvarsadvokat vid ett tidigare fall rörande nynazism är först tveksam till att bli Breiviks advokat, men bestämmer sig för att anta uppdraget. Han försöker först få Breivik förklarad mentalt sjuk, så han inte hamnar i fängelse, vilket Lippestad får mycket kritik för. Med hjälp av psykiatriker och psykologer blir Breivik diagnostiserad med paranoid schizofreni. Dock vill Breivik senare erkänna sig skyldig till alla anklagelser och visa att han visste exakt vad han gjorde under attackerna, och alltså inte var sjuk på något sätt.
Viljar vaknar upp ur koman med livsförändrande skador. Han inser att alla kulfragment inte kunde tas ut ur hjärnan då de ligger för nära hjärnstammen. Viljar flyttar hem till Svalbard och lär sig använda sin kropp igen, men blir dock blind på sitt högra öga, och förlorar tre fingrar på sin vänstra hand. Med hjälp av sin familj och en annan överlevare från Utøya-attacken, talar han i en av rättegångarna om vad som hände på Utøya, bland annat inför Breivik.

## Rollista
| Anders Danielsen Lie   | – Anders Behring Breivik   |
| Jon Øigarden           | – Geir Lippestad           |
| Jonas Strand Gravli    | – Viljar Hanssen           |
| Isak Bakli Aglen       | – Torje Hanssen            |
| Thorbjørn Harr         | – Sveinn Are Hanssen       |
| Maria Bock             | – Christin Kristoffersen   |
| Ola G. Furuseth        | – Jens Stoltenberg         |
| Ulrikke Hansen Døvigen | – Inga Bejer Engh          |
| Tone Danielsen         | – Wenche Elizabeth Arntzen |
| Sonja Sofie Sinding    | – Lycke Lippestad          |
| Turid Gunnes           | – Mette Larsen             |
| Kenan Ibrahamefendic   | – Dr. Kolberg              |
| Monica Borg Fure       | – Monica Bøsei             |
| Ingrid Enger Damon     | – Alexandra Bech Gjørv     |
| Seda Witt              | – Lara Rashid              |
| Anja Maria Svenkerud   | – Siv Hallgren             |
| Hasse Lindmo           | – Svein Holden             |